# De lydløse
De lydløse és una pel·lícula de ficció criminal i d'acció danesa que es va estrenar el 31 d'octubre de 2024. La pel·lícula és dirigida per Frederik Louis Hviid a partir d'un guió escrit per Anders Frithiof August. S'ha doblat al català.

## Sinopsi
La pel·lícula té lloc durant la crisi financera del 2008. Un grup d'homes de Dinamarca, Suècia i altres països uneixen forces per dur a terme el robatori més gran fins llavors en terra danesa.

## Repartiment
- Gustav Dyekjær Giese – Kasper
- Amanda Collin – Maria
- Reda Kateb – Slimani
- Christopher Wagelin – Hasse
- Jens Hultén – Joppe
- Victor Iván – Josef